# Štitari (gmina Cetynia)
Štitari (cyr. Штитари) – wieś w Czarnogórze, w gminie Cetynia. W 2011 roku liczyła 27 mieszkańców.